# Bisdom Salto

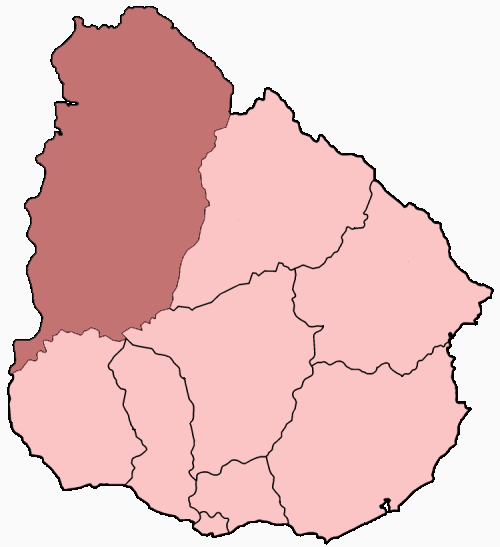
Het bisdom Salto binnen Uruguay

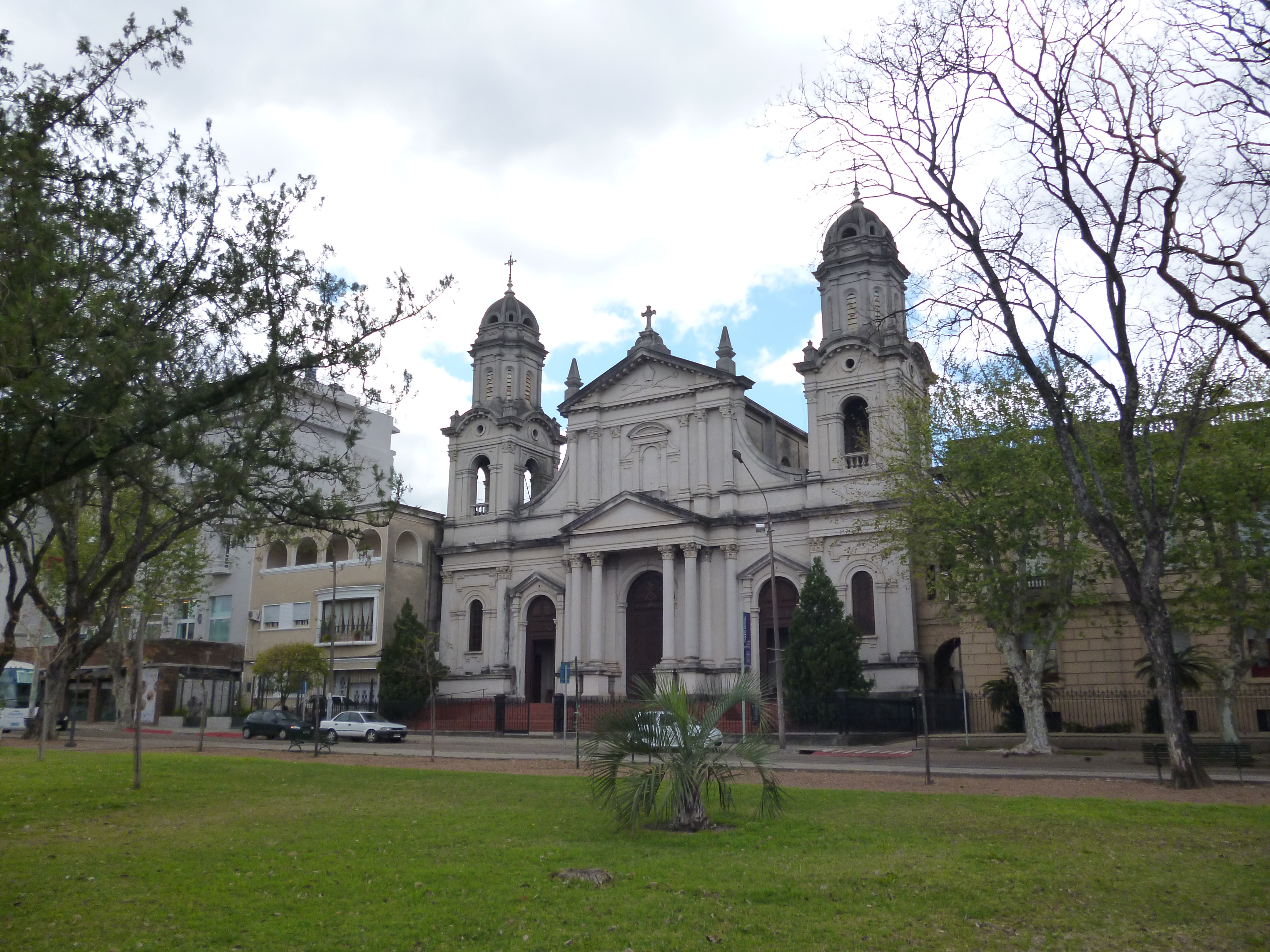
Johannes de Doperkathedraal van Salto

Het bisdom Salto (Latijn: Dioecesis Canalopolitana) is een rooms-katholiek bisdom met als zetel Salto in Uruguay. Het bisdom is suffragaan aan het aartsbisdom Montevideo. Het bisdom werd opgericht in 1897 maar kreeg pas een eerste bisschop in 1919.
In 2020 telde het bisdom 16 parochies. Het bisdom heeft een oppervlakte van 49.295 km² en telde in 2020 370.000 inwoners waarvan 80,6% rooms-katholiek was. 

## Bisschoppen
- Tomás Gregorio Camacho (1919-1940)
- Alfredo Viola (1940-1968)
- Marcelo Mendiharat (1968-1989)
- Daniel Gil Zorrilla, S.J. (1989-2006)
- Pablo Galimberti (2006-2018)
- Fernando Miguel Gil Eisner (2018-2020)
- Arturo Eduardo Fajardo Bustamante (2020-)

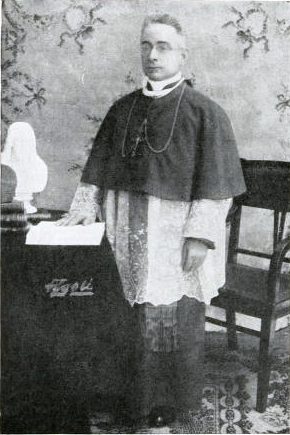
Tomás Gregorio Camacho
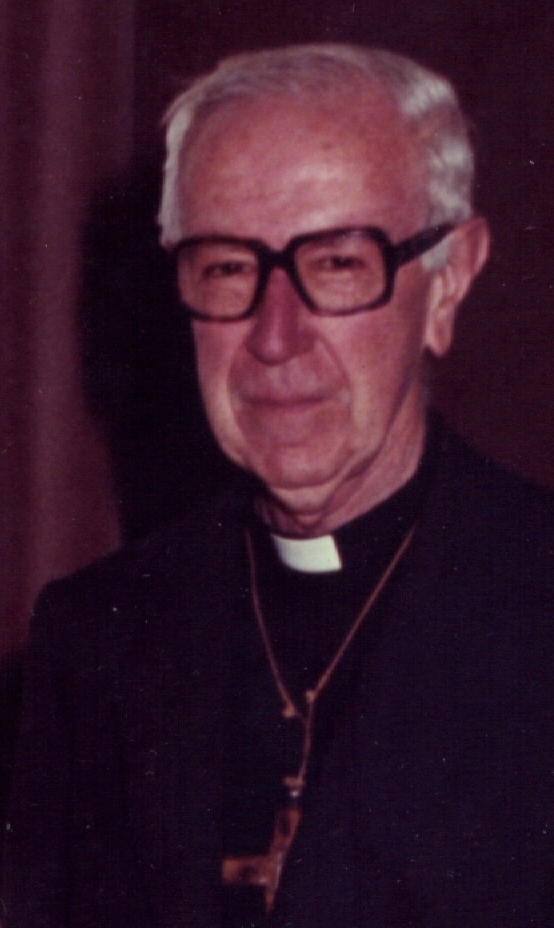
Marcelo Mendiharat
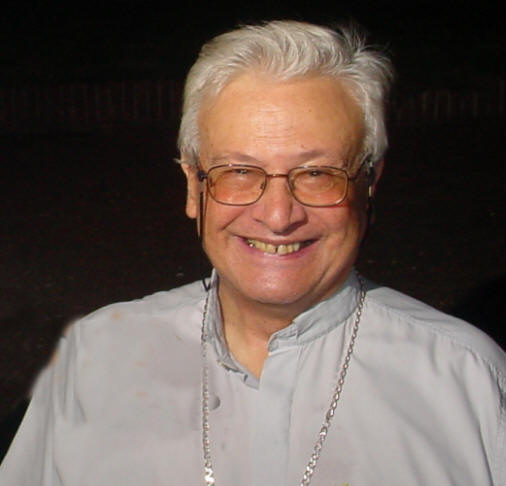
Daniel Gil Zorrilla
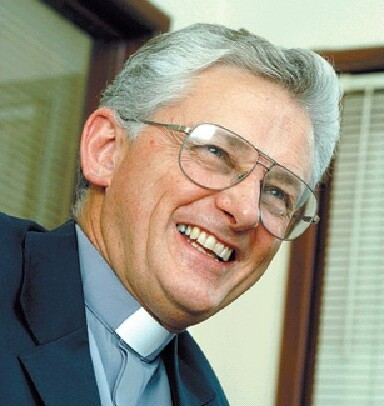
Pablo Galimberti